# 凯文·达尔
凯文·达尔（英語：Kevin Dahl，1968年12月30日—），加拿大男子冰球运动员，场上位置是后卫。他曾代表加拿大国家队参加1992年冬季奥林匹克运动会冰球比赛，获得一枚银牌。